# Мабуть, боги з'їхали з глузду IV
«Мабуть, боги з'їхали з глузду IV» або «Божевільний Гонконг» (кит.: 香港也瘋狂; англ. Crazy Hong Kong, The Gods Must Be Crazy IV) — кінокомедія гонконзького режисера Віллсона Чина, яка вийшла на кіноекрани у 1993 році і є неофіційним продовженням фільму «Мабуть, боги з'їхали з глузду III» (1991). Фільм оповідає про пригоди знімальної групи з Гонконгу в Африці.

## Сюжет
Бушмен Хіхо з африканської савани (Н!ксау) мало не зриває роботу гонконзької знімальної групи, яка приїхала в Африку для того, щоб відзняти рекламний ролик. Переконавшись, що ситуація під контролем, бушмен заспокоюється і навіть знайомиться з режисером реклами Ширлі Вонг (Карина Лау), яка на прощання дарує йому сувенір — пташку в пляшці з-під кока-коли. Відсвяткувавши деякий час у своєму рідному племені таку «надзвичайну подію», бушмен вирішує випустити пташку на волю, але не знає, як це зробити. Якщо хтось і зможе йому в цьому допомогти, то це Ширлі, але вона полетіла у Гонконг, тому Хіхо нічого не залишається, окрім як вирушити за нею.

## Актори і ролі
- Н!ксау — Xixo, бушмен;
- Карина Лау — Ширлі Вонг, режисер;
- Лау Чинґ-Ван — Джон;
- Сесілія Їп Тунґ — Вінні;
- Конрад Дженіс — Джек;
- Гелена Лав Лан — мати;
- Паул Че — Чевіє
- Вонг Кам-Конг — Майкі;
- Зі Кай-Кеунг — Стьюї
- Джеймс Пакс — Тоні Лі;
- Майкл Чоу Man-Kin — водій вантажівки;
- Стюарт Вулфенден — британський офіцер
- Віллсон Чин Сінґ-Вай — людина у ліфті;
- Куінтон Вонг Лю-Че — сліпий жебрак;
- Мен Кі Квок — Беллбой;
- Ніл МакКарті — комерційний директор;
- Елза Мараіс — модель.